# Janusz Sobczyk
Janusz Władysław Sobczyk (ur. 23 stycznia 1961 w Staszowie) – polski artysta i projektant. Kreator i właściciel pracowni Ars Antiqua.

## Życiorys
W 1981 roku ukończył liceum plastyczne w Kielcach, a następnie studiował na Katolickim Uniwersytecie Lubelskim na kierunku historii sztuki, który ukończył pisząc pracę magisterską na temat Mecenatu artystycznego Radziwiłłów w Białej Podlaskiej.
W 1989 założył wraz z żoną Bogusławą Sobczyk, działającą do dziś artystyczną pracownię witraży i mozaik oraz architektury sakralnej Ars Antiqua.

## Działalność artystyczna
Jako główny projektant w pracowni Ars Antiqua jest autorem wielu projektów witraży, mozaik i całości wnętrza sakralnego.
Do jego bardziej znanych prac należą:
- kościół akademicki pw. św. Jana Pawła II w Kielcach[7]
- mozaika w kościele pw. św. Jadwigi Królowej w Bydgoszczy[8]
- pomnik pamięci księży niezłomnych w Kielcach[9]
- witraże w kolegiacie pw. św. Mikołaja w Wolinie[10]
- witraże w polskim seminarium duchownym w Paryżu[11]
- wnętrze kościoła pw. św. Ducha w Mielcu[12]
- prezbiterium archikatedry pw. Świętej Rodziny w Częstochowie[13]
- wnętrze kościoła pw. św. Stanisława bp.m. w Szczecinie[14]
- wnętrze kościoła pw. św. Faustyny Kowalskiej w Warszawie
- rozeta w kościele pw. św. Floriana Opactwa Cystersów w Wąchocku[15]